# Station Sant Vicenç de Calders
Sant Vicenç de Calders is een station van lijn 2 en lijn 4 van de Rodalies Barcelona. Het is gelegen in Coma-Ruga, gemeente  El Vendrell.
Het station is niet alleen maar per Rodalies bereikbaar, maar kan ook worden aangedaan door de Media Distancia en de Largo Recorrido.
Men kan gebruikmaken van de parkeerplaats, die in handen is van de spoorwegmaatschappij RENFE. Het station is het eindpunt van beide Rodalies-lijnen.

## Lijnen
| Eindbestemming | Vorig station | Lijn | Volgend station | Eindbestemming   |
| -------------- | ------------- | ---- | --------------- | ---------------- |
| eindpunt       | eindpunt      |      | Calafell        | Barcelona França |
| eindpunt       | eindpunt      |      | El Vendrell     | Terrassa Manresa |